# Morten Veland
Morten Veland (Stavanger, 4 dicembre 1977) è un cantautore, polistrumentista e compositore norvegese, famoso per essere stato il fondatore e il leader delle gothic metal band Tristania prima, e Sirenia poi.

## Biografia
Era il maggiore compositore musicale del gruppo, oltre ad esserne il cantante (le sue parti erano sempre caratterizzate da potenti growl) e il chitarrista ritmico. Morten lasciò la band dopo aver pubblicato tre album a causa di divergenze musicali e sociali.
Lasciata la band, fondò i Sirenia, gruppo caratterizzato da un genere musicale molto simile a quello dei Tristania, almeno limitatamente ai primi lavori. Nell'album Nine Destinies and a Downfall  la musica dei Sirenia prende una direzione diversa.
Il 23 gennaio 2009 uscì il quarto album dei Sirenia The 13th Floor, il primo con la nuova cantante Ailyn, a cui seguì, il 21 gennaio 2011, The Enigma of Life.
Nella metà del 2009 Morten decide di fondare i Mortemia, nuova band in linea con il suo vecchio stile, con cui pubblicò, il 24 febbraio 2010, l'album Misere Mortem.

## Discografia

### Con i Tristania

#### Album studio
- 1998 - Widow's Weeds
- 1999 - Beyond the Veil

#### Live
- 1999 - Widow's Tour

#### EP
- 1997 - Tristania

#### Raccolte
- 2001 - Midwintertears/Angina
- 2005 - Midwinter Tears

#### Singoli
- 1999 - Evenfall
- 1999 - Angina

### Con i Sirenia

#### Album
- 2002 – At Sixes and Sevens
- 2004 – An Elixir for Existence
- 2007 – Nine Destinies and a Downfall
- 2009 – The 13th Floor
- 2011 – The Enigma of Life
- 2013 – Perils of the Deep Blue
- 2015 – The Seventh Life Path
- 2016 – Dim Days of Dolor
- 2018 – Arcane Astral Aeons

#### EP
- 2004 - Sirenian Shores

#### Singoli
- 2007 – The Other Side
- 2007 – My Mind's Eye
- 2008 – The Path to Decay
- 2010 – The End of It All
- 2013 – Seven Widows Weep
- 2015 - Once My Light

### Con i Mortemia

#### Album
- 2010 - Misere Mortem

#### Singoli
- 2010 - The One I Once Was